# William Job Collins
Sir William Job Collins (Londra, 9 maggio 1859 – Londra, 11 dicembre 1946) è stato un chirurgo inglese.

## Biografia
Era il primogenito di William Job Collins (anche lui un medico), e di sua moglie, Mary Anne Frances Treacher. Ha frequentato la University College School di Londra e iniziò la sua formazione medica presso St Bartholomew's Hospital. Il 2 agosto 1898 sposò Jane Stevenson Wilson (1855-1936), figlia del politico John Wilson.
Insieme a Charles Creighton e Edgar Crookshank, fu uno dei critici sulla vaccinazione contro il vaiolo nel tardo XIX secolo. Fu anche membro della Commissione Reale per le vaccinazioni (1889-1896).
In seguito si specializzò in anatomia e oftalmologia. Per due volte ricoprì la carica di come Vice-Cancelliere della Università di Londra (1907-1909 e 1911-1912).

## Carriera politica
Venne eletto come membro del London County Council per St Pancras nel 1892, raggiungendo la carica di presidente nel 1897. Nel 1904, Collins è stato il primo presidente del comitato per l'istruzione, che ha gettato le basi del servizio scolastico a Londra.
Fu eletto deputato per St Pancras West (1906-1910), e per il Derby (1917-1918). In Parlamento è stato particolarmente determinante nel promuovere il Metropolitan Ambulance Act, che ha portato alla creazione del servizio di ambulanza di Londra.

## Morte
Morì l'11 dicembre 1946 ad Albert Terrace, Regent Park. 

## Opere
- 1883 Sir Lyon Playfair's Logic  LONDON: E.W. ALLEN
- 1883 A Review of the Norwich Vaccination Inquiry LONDON: E.W. ALLEN
- 1884 Specificity and Evolution in Disease